# Bučský rajón
Bučský rajón (ukrajinsky Бучанський район, Bučanskyj rajon) je okres (rajón) v Kyjevské oblasti na Ukrajině. Hlavním městem je Buča a rajón má 352 254 obyvatel.

## Geografie
Rajón se nachází v centru Kyjevské oblasti, kde na severu hraničí s Vyšhorodským rajónem, na západě s Kyjevem, na jihu s Fastivským Rajónem a na východě s Žytomyrskou oblastí.

## Historie
Bučský rajón byl založen po administrativně-teritoriální reformě v červenci 2020 seskupením bývalých rajónů Borodjanského, Makarivského, části rajónu Kyjevskosvjatošynského a měst Buča a Irpiň.

### Ruská invaze 2022
V roce 2022 se ve městě Buča stal masakr v Buči.

## Administrativní dělení
Rajón je rozdělen na 3 městské komunity, 6 sídelních komunit a 3 venkovské komunity.
Administrativní dělení zahrnuje:
- 3 města - Buča, Irpiň a Vyšneve

- 8 sídel městského typu

- 130 vesnic